# Denopelopia viridula
Denopelopia viridula är en tvåvingeart som beskrevs av Cheng och Wang 2005. Denopelopia viridula ingår i släktet Denopelopia och familjen fjädermyggor. Inga underarter finns listade i Catalogue of Life.